# دوروثي ويست
دوروثي ويست (بالإنجليزية: Dorothy West)‏ (و. 1891 – 1980 م) هي ممثلة، وكاتبة سيناريو، من الولايات المتحدة الأمريكية، ولدت في غريفين، توفيت في دافنبورت، فلوريدا، عن عمر يناهز 89 عاماً.

## وصلات خارجية
- دوروثي ويست على موقع IMDb (الإنجليزية)
- دوروثي ويست على موقع قاعدة بيانات الفيلم (الإنجليزية)